# Vítor Manuel Damas
Vítor Manuel Afonso Damas de Oliveira (8 d'octubre de 1947 - 13 de setembre de 2003) fou un futbolista portuguès de la dècada de 1970.
Fou 29 cops internacional amb la selecció portuguesa amb la qual participà en la Copa del Món de futbol de 1986.
Pel que fa a clubs, defensà els colors de Sporting i Racing de Santander, com a principals clubs.
Un cop retirat fou entrenador.

## Palmarès
- Primeira Liga: 1969-70, 1973-74
- Taça de Portugal: 1970-71, 1972-73, 1973-74
- Supercopa Cândido de Oliveira: 1987